# Christian Tønne Frederik von Lüttichau
Christian Tønne Frederik rigsgreve von Lüttichau (20. marts 1744 – 20. februar 1805) var en dansk godsejer, der var modstander af landboreformerne og flere gange kom i konflikt med regeringen.
Han var søn af generalmajor Christian Ditlev von Lüttichau. Efter først at have været officer og bragt det til at blive kaptajn ved dragonerne foretog han en udenlandsrejse, studerede i Göttingen og blev dr. juris i Oxford 1768. Senere træffer vi ham som godsejer i Jylland, hvor han på de store landboreformers tid ejede Åkær og Dybvad. Han havde et godt navn som godsejer, men tilhørte i sin opfattelse af landboforholdene den slægt af herremænd, der mente, at ikke blot deres eget, men også landets velfærd beroede på bevarelsen af den nedarvede beskyttelse for proprietærerne, både hvad afsætningen af det producerede korn og hvad arbejdskraften på deres godser angik. Lige så kras som han var i sin opfattelse af denne sag, lige så hensynsløs var han i sin holdning over for dem, der havde et andet synspunkt. I det hele taget var han en lidenskabelig mand, der mindst af alt tænkte på at veje sine ord. Men man må lade ham, at han havde mod til at vedkende sig sin overbevisning, selv om han vidste, at det kunne få ubehagelige konsekvenser for ham selv. Skønt han ifølge sin opfattelse af landboforholdene måtte antages at stå de grundsætninger nær, der havde magten i den såkaldte guldbergske tid, ragede han dog netop i de år flere gange uklar med regeringen. Han gik blandt andet i et jysk tidsskrift, Viborg Samler, så lidenskabeligt løs på den fremgangsmåde, der fulgtes ved undersøgelser om ulovlig brændevinsbrænding, at han måtte betale en bøde på 1000 Rdl. for at undgå retslig tiltale (1773), og ganske kort tid førend det guldbergske ministerium faldt, havde han mod til i en skrivelse til kongen på den krasseste måde at angribe det hele system, der fulgtes med kabinetsordrer.
Derimod var hans kamplyst meget dårligt anvendt i det store landbospørgsmål. I lige grad groft og tåbelig angreb han således i det nylig nævnte tidsskrift (1786) den bekendte Martfeldt, fordi han offentlig havde opfordret kronprinsen til at ophæve det gamle forbud af 1735 imod indførsel af fremmed korn i Danmark og det søndenfjeldske Norge. Men i endnu højere grad kom han dog i lidenskab ved de gennemgribende landboreformer fra årene 1787 og 1788. Han sluttede sig derfor med iver til den bevægelse blandt de jyske proprietærer, der bragte en stor mængde af dem – 103 i antal – til i sommeren 1790 at lade overrække både kronprinsen og hans svigerfader, landgrev Carl af Hessen, et såkaldt «tillidsskrift», henholdsvis på dansk og tysk. Lüttichau dannede tillige med kammerherre Beenfeldt den deputation, der overbragte dette «tillidsskrift» til de ovennævnte fyrstelige personer på slottet Louisenlund ved Slesvig by, hvor kronprinsen da opholdt sig hos svigerfaderen.
Til trods for det meget loyale navn, denne proprietæradresse bar, indeholdt den en voldsom klage over reformerne, der stempledes som så fordærvelige, at de ville bringe landet nær til sin undergang og gøre efterslægten ulykkelig. Kronprinsen, der straks havde udtalt til deputationen, at, "Hvad der var befalet ved kongelig Anordning, ikke kunde forandres", blev i høj grad opbragt, da han lærte skriftets indhold nærmere at kende, og med hans tilladelse skrev Christian Colbjørnsen da sit berømte flyveskrift: Betragtninger i Anledning af en Del jyske Jorddrotters Klage, hvori han på den blodigste måde hudflettede tillidsskriftet og dem, der havde underskrevet det. Under den hidsige kamp i pressen, der blev følgen heraf, trådte Lüttichau frem som Colbjørnsens mest forbitrede modstander ved et flyveskrift, der havde til titel: Fuldkommen Bevis, at Hr. Etatsraad Colbjørnsen ved sine Betragtninger over de jyske Proprietærers Tillidsskrift har fornærmet den oplyste Menneskehed, den borgerlige Frihed og det danske Folk. Det var de skæveste domme og de utilladeligste grovheder, som hans had til Colbjørnsen bragte ham til at udslynge imod denne. Da så regeringen, der helt stod på reformvennernes side, lod en kommission anstille undersøgelser om, hvorledes det hang sammen med tillidsskriftets underskrifter, bragte dette atter Lüttichau i kog, og han brugte nu skriftlige ytringer om Colbjørnsen, der bevirkede sagsanlæggelse fra dennes side imod ham. Han blev dømt til en bøde på 1000 Rdl., og dertil kom, at regeringen (1791) som straf for hans optræden over for den nylig nævnte undersøgelseskommission fratog ham kammerherrenøglen, som han havde modtaget i 1780. Dette gik ham så nær til hjerte, at han i et brev til kronprinsen ikke alene klagede over onde menneskers fjendskab, men endog fremsatte den utrolige påstand, at indholdet af det tillidsskrift, som han selv havde overrakt kronprinsen 1790, havde været ham ganske ukendt, indtil han senere så det trykt. Enten var denne udtalelse af ham grov usandhed eller vidnesbyrd om, at han i hin sag havde vist den ubegribeligste letsindighed. Selvfølgelig gjorde denne undskyldning intet indtryk på kronprinsen. Lüttichau forlod nu forbitret Danmark og nedsatte sig i Tyskland. Han fik her oprejsning nok i høje titler; hertugen af Braunschweig gjorde ham til gehejmeråd, og kejseren udnævnte ham til rigsgreve (1791); men han måtte fra udlandet se, at den sag, han havde kæmpet for, var uigenkaldelig tabt. En fejde imellem ham og nationaløkonomen, professor C.U.D. von Eggers var som en slags epilog til hans kampe her hjemme.
Lüttichau blev gift 1. gang 1770 med Anna f. de Lasson (1745-1786), datter af etatsråd Thøger de Lasson til Åkær, 2. gang med Karen f. Benzon (1760-1828), datter af kammerherre Christian Benzon. Han døde 20. februar 1805 og hans slægt blev i Tyskland.